# Stockhorn (Berne)
Pour les articles homonymes, voir Stockhorn.
Le Stockhorn est un sommet des Alpes bernoises en Suisse. Il culmine à 2 190 m d'altitude.
Il est aussi un symbole pour les grenadiers de chars s'entraînant à la caserne de Thoune : « il sera toujours là pour montrer le chemin de la maison aux Panzergrenadier »[réf. souhaitée].

## Géographie

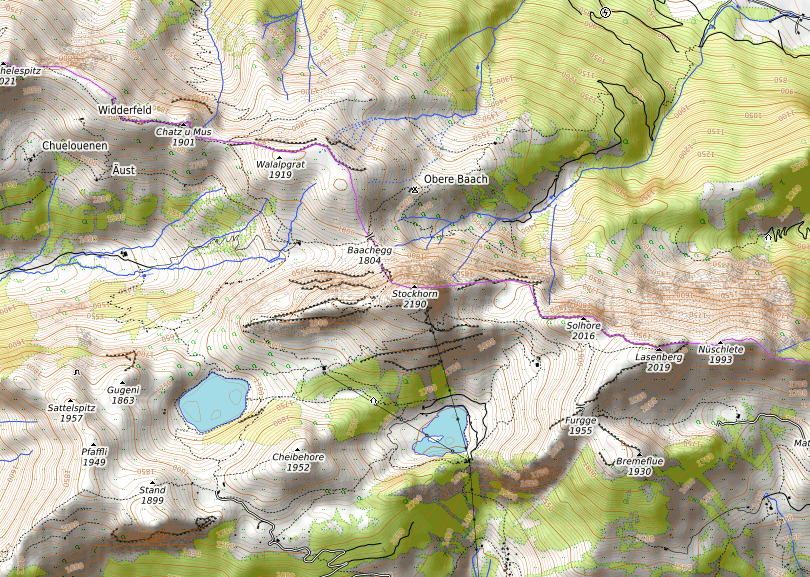
Carte topographique.

Le Stockhorn se trouve à l'ouest du lac de Thoune sur le versant gauche de la partie basse du Simmental. Il est accessible depuis Erlenbach via un téléphérique.

## Alpinisme
- 1918 - Première ascension de la face nord par Hans Lauper